# Rawson C. Myrick
Rawson Clark Myrick (* 31. August 1882 in Bridport, Vermont; † 8. April 1974 in Middlebury, Vermont) war ein US-amerikanischer Geschäftsmann und Politiker, der von 1927 bis 1947 Secretary of State von Vermont war und mit 20 Jahren dieses Amt am längsten ausgefüllt hat.

## Leben
Rawson C. Myrick wurde in Bridport, Vermont als Sohn von Thaddeus J. Myrick und Alice Fitch geboren. Sein Vater war Farmer sowie Vieh- und Fleischhändler. Er besuchte die öffentlichen Schulen in Bridport und nach seinem Schulabschluss unterrichtete er dort selbst für drei Jahre und arbeitete in den Ferien auf der Farm seines Vaters. Nach dem Besuch des Burlington Business Colleges arbeitete er eine kurze Zeit für das Konsulat der Vereinigten Staaten in Trois-Rivières in der Provinz Québec. Danach arbeitete er für den Immobilienmakler Norman S. Foote und den Anwalt Charls Earle in deren Büro in Middlebury, Vermont.
Zunächst als Bote arbeitete er ab 1906 im Büro des Secretary of State, dann ab 1909 als Stellvertretender Secretary of State. Diese Position hielt er bis 1927. Nach dem Rücktritt von Aaron H. Grout als Secretary of State wurde Myrick zum Secretary of State ernannt, um die entstandene Vakanz zu füllen. Die Folgenden Wahlen gewann er und erst im Jahr 1947 erklärte er nicht erneut kandidieren zu wollen. Myrick war Mitglied der Republikanischen Partei.
Myrick gehörte der kongregationalen Kirche an und war Freimaurer.
Am 18. Juni 1914 heiratete Myrick Florence M. Wheelock. Mit ihr hatte er zwei Töchter. Nach dem Tode von Florence im Jahr 1918 heiratete er 1925 Hannah Dvorcef. Mit ihr hatte er einen Sohn.
Rawson C. Myrick starb in Middlebury am 8. April 1974. Sein Grab befindet sich auf den Green Mount Cemetery in Montpelier.